# Bao Weizhu
Bao Weizhu (* 27. September 1969 in der Provinz Shaanxi) ist ein chinesischer angewandter Mathematiker und Computerphysiker.
Weizhu Bao studierte an der Universität Tsinghua mit dem Bachelor-Abschluss 1992 und der Promotion 1995 bei Houde Han (Artificial Boundary Conditions for Incompressible Viscous Flows and Their Applications).  Als Post-Doktorand war er am Imperial College London. 1995 wurde er Lecturer und 1998 Associate Professor an der Universität Tsinghua. 1998 bis 2000 war er Visiting Assistant Professor am Georgia Institute of Technology und 2000 Van Vleck Gastprofessor an der University of Wisconsin-Madison. 2001 wurde er Assistant Professor, 2005 Associate Professor und 2009 Professor an der National University of Singapore. 2013 bis 2016 war er dort Provost’s Chair Professor.
Er befasst sich mit Bose-Einstein-Kondensaten (BEC) und der damit verbunden Gross-Pitaevskii-Gleichung, numerischer Strömungsmechanik, numerischer Quantenmechanik und Quantenchemie, Numerik partieller Differentialgleichungen  (Multiskalen-Modellierung, Hyperbolische Erhaltungssätze, Multiskalen-Zeit-Integrator-Methode für stark oszillierende partielle Differentialgleichungen) und Computerphysik. Er befasste sich auch mit Festkörperphysik und Materialwissenschaften und entwickelte zum Beispiel Modelle für Benetzung von Festkörperoberflächen.
2014 war er eingeladener Sprecher auf dem Internationalen Mathematikerkongress in Seoul (Mathematical Models and Numerical Methods for Bose-Einstein Condensation). 2013 erhielt er den Feng Kang Prize in Scientific Computing der Chinese Society of Computational Mathematics und mit Houde Han und anderen erhielt er 2002 den Beijing Science and Technology Award.

## Schriften (Auswahl)
- Herausgeber mit Jian-Guo Liu: Dynamics in Models of Coarsening, Coagulation, Condensation and Quantization, World Scientific 2007 (darin von Bao: The Nonlinear Schrödinger Equation and Applications in Bose–Einstein Condensation and Plasma Physics)
- Weizhu Bao, Yongyong Cai: Mathematical and numerical methods for Bose-Einstein condensation, Kinetic and related models, Band 6. 2013, S. 1–135
- mit T. H. Johnson, Y Yuan, S. R. Clark, C. Foot, D. Jaksch: Hubbard model for atomic impurities bound by the vortex lattice of a rotating BEC, Physical Review Letters, 116 (2016), 240402.
- mit Y. Cai, X. Zhao:  A uniformly accurate multiscale time integrator pseudospectral method for the Klein-Gordon equation in the nonrelativistic limit regime, SIAM Journal on Numerical Analysis, 52 (2014), 2488–2511.
- mit W. Jiang, C. V. Thompson, D. J. Srolovitz: Phase field approach for simulating solid-state dewetting problems, Acta Materialia, 60 (2012), 5578–5592.
- mit Q. Du: Computing the ground state solution of Bose-Einstein condensates by a normalized gradient flow, SIAM Journal on Scientific Computing, 25 (2004), 1674–1697.
- mit S. Jin, P. A. Markowich: On time-splitting spectral approximation for the Schroedinger equation in the semiclassical regime, Journal of Computational Physics, 175 (2002), 487–524.